# Nemszületésnap
A nemszületésnap, vagy Révbíró Tamás fordításában a születéstelennap egy kitalált ünnep Lewis Carroll Alice Tükörországban című könyvében. Az ünnep lényege, hogy egy embernek az év 365 napjából 364 nemszületésnapja van. A maradék egy nap logikusan az adott személy születésnapja. Az eredeti műben az ünnepről Dingidungi világosítja fel Alice-t, míg a Disney-féle rajzfilmben Alice a Bolond Kalapostól és Április Bolondjától hall az ünnepről. A rajzfilmben egy nemszületésnapi dal is elhangzik.

## Külső hivatkozások
- A Disney-féle nemszületésnapi dal szövege, dallama